# Ікесіта Кова
Кова Ікесіта (англ. Kowa Ikeshita; нар. 14 березня 2003) — японський легкоатлет, який спеціалізується у бігу на короткі дистанції.

## Спортивні досягнення
Чемпіон світу серед юніорів у естафетному бігу 4×100 метрів (2022).